# Convolvulus stenocladus
Convolvulus stenocladus är en vindeväxtart som beskrevs av Emilio Chiovenda. Convolvulus stenocladus ingår i släktet vindor, och familjen vindeväxter. Inga underarter finns listade i Catalogue of Life.